# Ігнасіо де Веїнтемілья
Маріо Ігнасіо Франсіско Томас Антоніо де Веїнтемілья-і-Вільясіс (ісп. Mario Ignacio Francisco Tomás Antonio de Veintemilla y Villacís; 31 липня 1828 — 19 липня 1908) — еквадорський політик, президент країни з вересня 1876 до січня 1883 року.
За часів його президентства першою леді країни була його племінниця Марієта.